# Johann Fridrich Eosander von Göthe
Johann Fridrich Eosander von Göthe (24. srpna 1669 Stralsund - 22. května 1728 Drážďany) byl švédsko-německý stavitel a voják švédské armády, povýšený do švédského šlechtického stavu s predikátem von Göthe. Jeho hlavními díly jsou dostavba pruského královského zámku v Berlíně a zámek Charlottenburg ve stylu římského baroka.

## Život a dílo

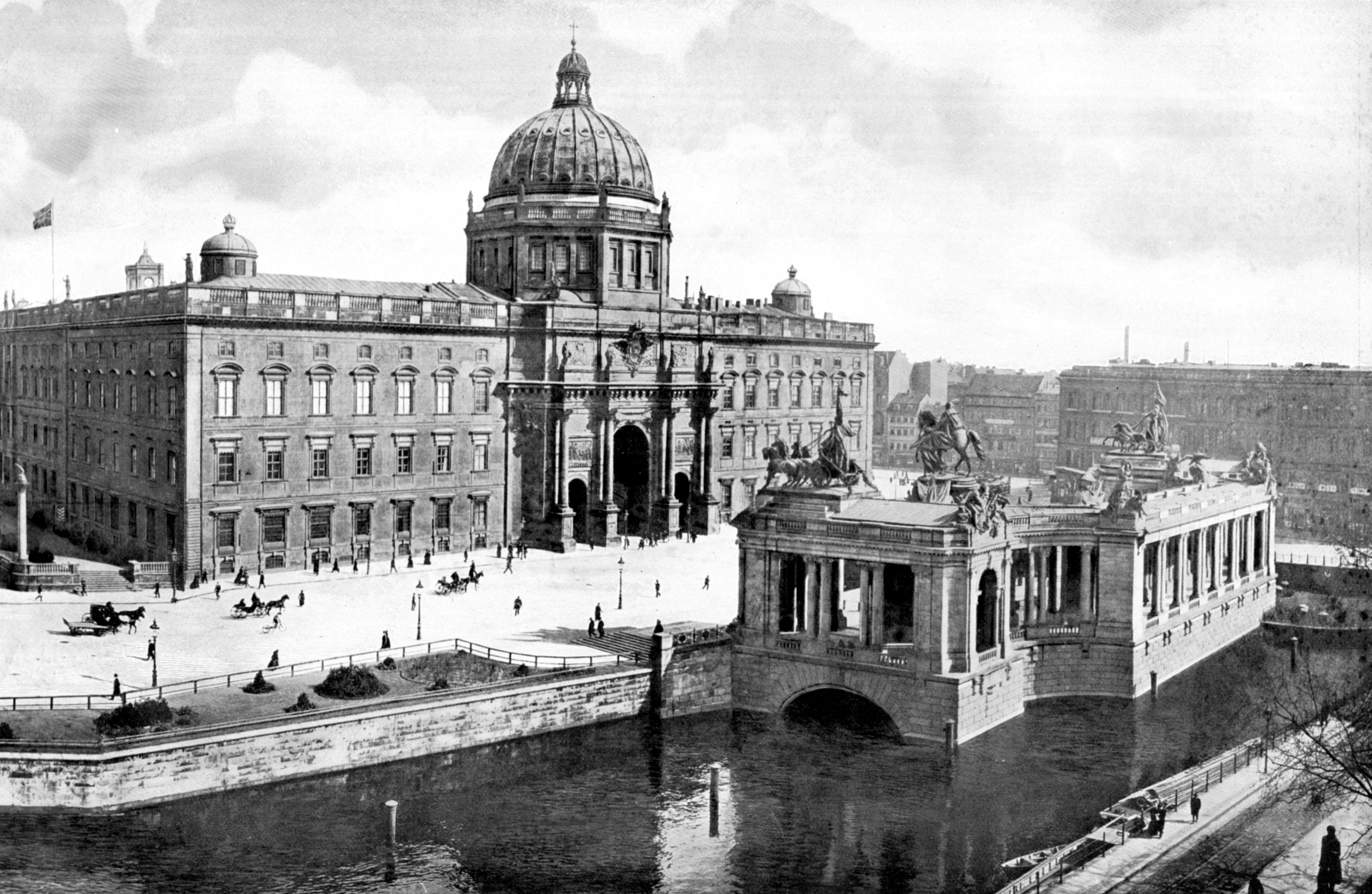
Berlínský zámek, Eosanderův portál

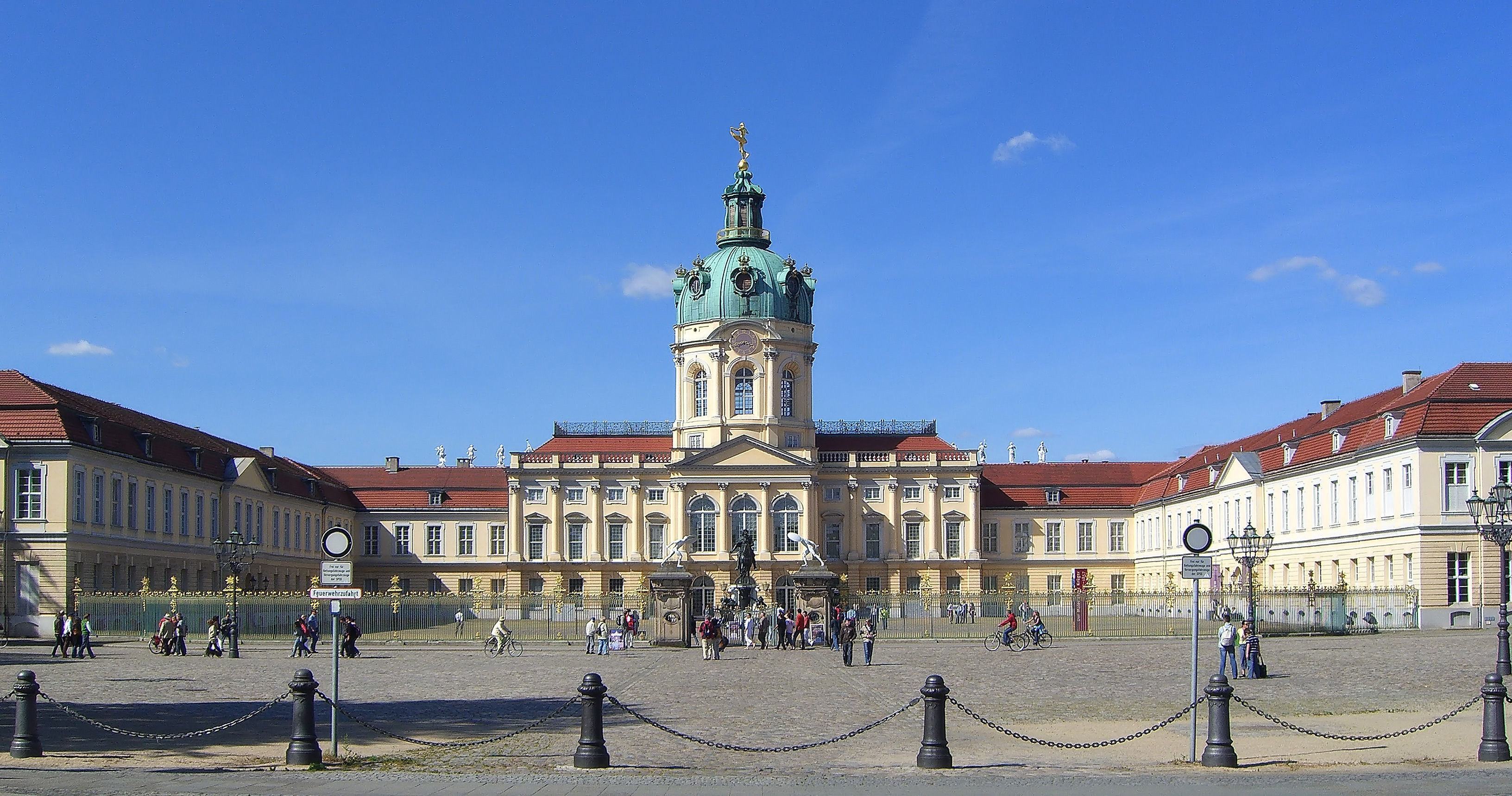
Zámek Charlottenburg

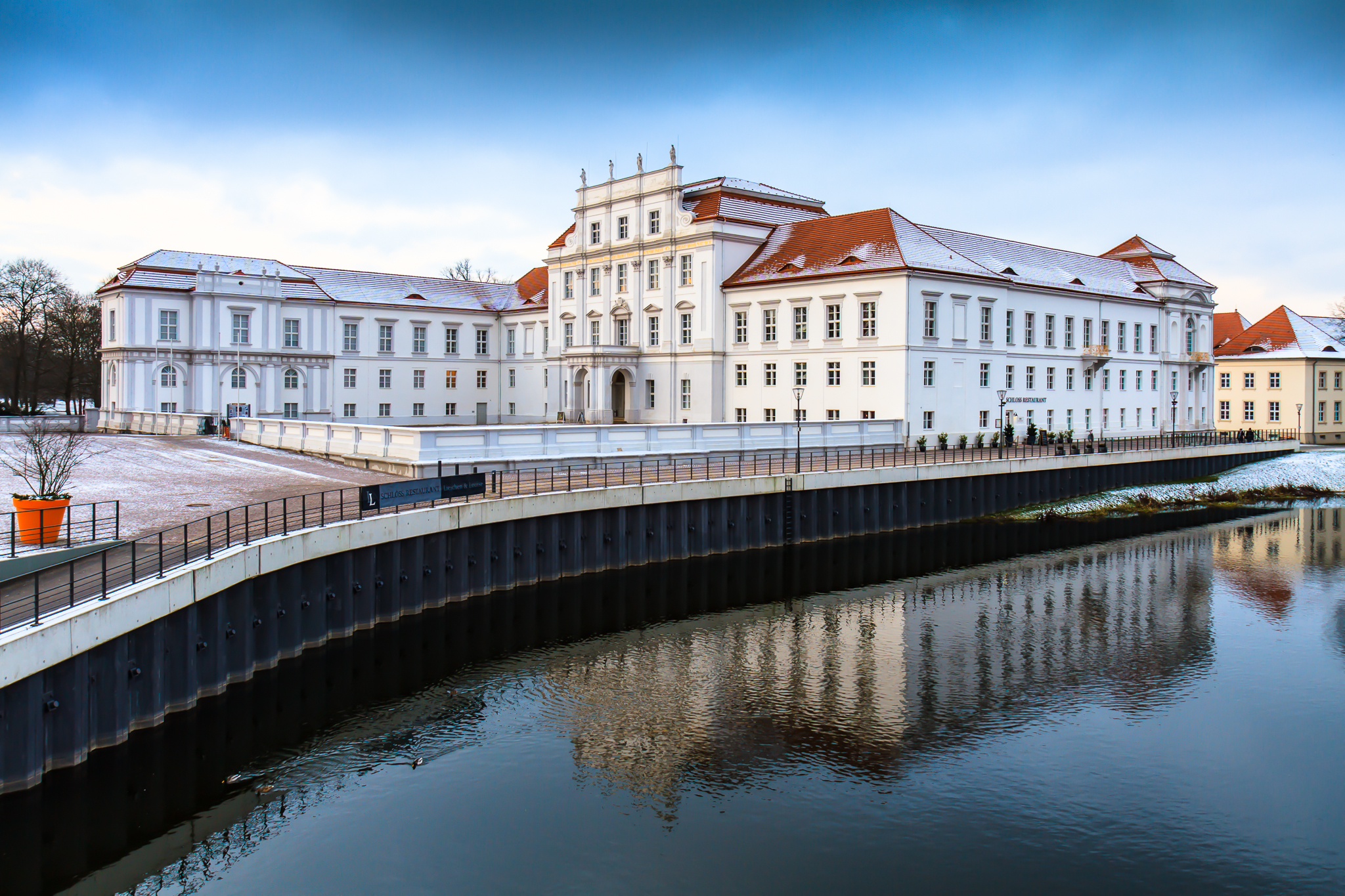
Zámek Oranienburg

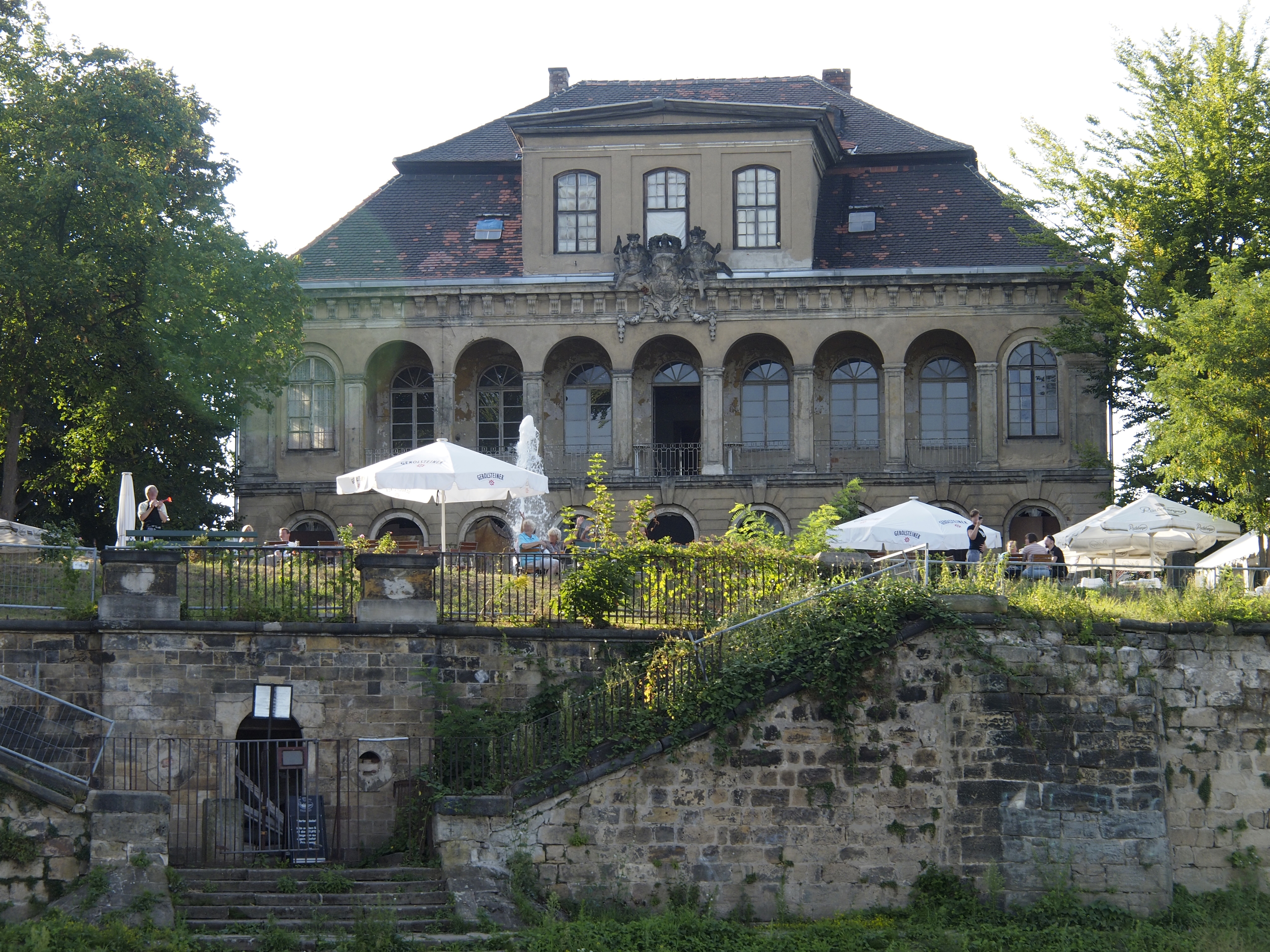
Zámek Übigau

Jeho otec Nils Israel Eosanders zásoboval proviantem armádu ve švédském západním Pomořansku, matka Gertrud Warnecke († 1679 ve Šlesvicku), byla dcerou pruského úředníka. V roce 1674 otec vstoupil do služeb vévody Christiana Albrechta Gottorfa ze Šlesvicka-Holštýnska. Rodina pak žila v Kielu a ve Šlesvicku, následovala vévodu do exilu v Hamburku a v roce 1683 do švédské Rigy.
Tam se začal Johann Friedrich Eosander učit vojenskému fortifikačnímu stavitelství a vstoupil do armády. V roce 1690 se stal švédským poručíkem a zúčastnil se tažení proti Francii. Jako stavební inženýr ve Štětíně v letech 1694 až 1696 postavil v nedalekém Kabelwischu svoji první budovu, panské sídlo guvernéra hraběte Nilse Bielkeho. V roce 1697 Eosander odešel do Stockholmu a odtud pravděpodobně na přímluvu Nikodéma Tessina nebo Bielkeho v roce 1698 k braniborskému kurfiřtovi Fridrichovi III. Ten si ho najal jako stavebního inženýra s vojenskou hodností kapitána v únoru 1699 a v témže roce ho jmenoval dvorním architektem. Usiloval o úřad pruského krále. Obklopil se talentovanými umělci k vybudování prestižní budovy královské rezidence v Berlíně. Nejprve pověřil Eosandera rekonstrukcí paláce a parku v Oranienburgu. V roce 1700 ho poslal na několik měsíců na studijní cestu do Říma a Paříže, po té Eosander navrhl adaptaci kostela v paláci v Königsbergu pro korunovační obřad Fridricha I. v lednu 1701.
Jako stavitel pracoval Eosander v Berlíně současně s Andreasem Schlüterem, předním architektem královského paláce v Berlíně až do Schlüterova odvolání. Podle Eosanderových plánů byl v Berlíně rozšířen barokní palác Charlottenburg (1701–1713). Jeho pozdně barokní styl má určitou příbuznost s Filippem Juvarrou. Eosander má stejný sklon ke klasicismu a opouští barokní patos. Vnitřní výzdoba paláce v Charlottenburgu svědčí o severské strohosti. Od roku 1701 navrhl Eosander pro Fridricha I.Jantarovou komnatu, původně určenou do paláce v Charlottenburgu, ale již v roce 1716 darovanou ruskému carovi Petru Velikému. Jantarová komnata našla své místo až v roce 1755 v paláci Kateřiny Veliké Carskoje selo u Petrohradu. Eosander také navrhl první radnici v Charlottenburgu a malý palác Monbijou.
Po smrti Sofie Charlotty v roce 1705 jej Fridrich I. pověřil urbanistickým konceptem nově založeného města Charlottenburg. V roce 1707 nahradil Schlütera ve funkci stavbyvedoucího zámku v Berlíně. Na druhém nádvoří přistavěl trojosý reprezentační portál vchodu podle vzoru vítězného oblouku Septimia Severa v Římě. August Stüler a Albert Dietrich Schadow tam později doplnili kupoli. Eosander se také podílel na designu interiérů berlínského paláce, kde navrhl stříbrný bufet v rytířském sále a výzdobu obrazárny v Schlüterově zahradním křídle.
V roce 1713 se v Berlíně oženil s Marií Charlottou Merianovou (1691–1753), dcerou pruského tajného rady Carla Gustava Meriana († 1707) a neteří známého vydavatele grafiky a kartografie Matthäuse Meriana mladšího. Manželé měli čtyři nebo pět dětí. Po smrti pruského krále Fridricha I. Eosander rezignoval, vstoupil do švédských služeb a král Karel XII. ho povýšil na barona von Göthe. V roce 1715/1716 Prusové obléhali Stralsund, po kapitulaci strralsundské pevnosti byl roku 1715 Eosander zajat a propuštěn na čestné slovo do Frankfurtu nad Mohanem, rodného města jeho manželky. Tam vedl tak rozmařilý život, že přivedl ke krachu i Merianovo nakladatelství.
Na přímluvu von Bessera pak Eosander vstoupil do služeb Augusta Silného v Sasku. V letech 1724 až 1726 postavil na Labi severozápadně od Drážďan barokní zámek Übigau pro Jakoba Heinricha von Flemming. Bylo to Eosanderovo poslední dílo před smrtí.